# Municipios de Lituania
Lituania es un país de Europa del Norte, miembro de Naciones Unidas, Unión Europea, Consejo de Europa y  NATO. En 2010, tenía una población de aproximadamente 3,3 millones de habitantes, y una superficie de 65 300 km². En el siglo XIV, el Gran Ducado de Lituania fue uno de los países más grandes de Europa e incluía la actual Lituania, Bielorrusia, la mayor parte de Ucrania, y partes de Estonia, Letonia, Moldavia, Polonia y Rusia. Siendo la República Socialista Soviética de Lituania (desde 1940), el país inició su declaración de independencia en 1990, y obtuvo el reconocimiento internacional al año siguiente.
El país se divide en tres niveles de divisiones administrativas. La división de primer nivel consta de 10 provincias o condados (en lituano: apskritis (sing.), apskritys (pl.)). Estas se subdividen en 60 municipios (en lituano: savivaldybė (sing.), savivaldybės (pl.)), que a su vez están subdivididos en más de 500 grupos más pequeños, conocidos como subdistritos (en lituano: seniūnija (sing.), seniūnijos  (pl.)).
Al final de su existencia como una República Socialista Soviética, las divisiones administrativas de Lituania eran 44 regiones, 12 ciudades, 80 localidades, 19 asentamientos y 426 distritos rurales. La reforma de este sistema fue una preocupación inmediata del nuevo gobierno. La Constitución de Lituania, ratificada en 1992, delegó el poder de establecer las unidades administrativas futuras al Parlamento lituano (Seimas). En consecuencia, el Seimas aprobó dos leyes fundamentales: una ley de 1993 sobre la representación del gobierno y una ley de 1994 que especificó las unidades administrativas-territoriales y sus límites. El sistema actual de un conjunto de municipios bajo 10 condados fue codificado en 1995. En el año 2000 se hicieron varios cambios, resultando finalmente 60 municipios. Otros cambios, incluyendo un posible aumento en el número de municipios, aún se están discutiendo. Los concejales municipales son elegidos directamente cada cuatro años. Los concejales luego eligen al alcalde del municipio.

## Las tres categorías de municipios
Se distinguen tres tipos de municipios: 
- municipios de distrito (en lituano: rajono savivaldybės)

Son 43 en número y corresponden aproximadamente a los distritos (rayones) heredados de la administración soviética. A menudo se les llama simplemente distritos o rayones (en lituano: rajonas), ya que el término municipio solo fue introducido en 1994.
- municipios de ciudades (en lituano: miesto savivaldybės)

Son un total de 8, de las que seis corresponden a las seis ciudades más grandes del país. Cinco de esas seis ciudades son también las capitales de los distritos correspondientes (siendo el municipio del distrito de Klaipeda la excepción). Estos municipios de ciudad son las municipios de las zonas urbanas, mientras que los municipios de distrito representan las zonas rurales que rodean esas ciudades. El estatus especial del  municipio de Visaginas-ciudad (la 13.ª ciudad del país) se explica por el hecho de que la mayoría de sus habitantes son de origen ruso. Por último, el municipio de Palanga-ciudad no está compuesto solo por la ciudad de Palanga, sino que también incluye varios centros turísticos en el mar Báltico.
- municipios: 9 municipios individuales fueron creadas en 2000 mediante la «Ley de reforma de los Municipios». El nombre no contiene ni la palabra «ciudad» ni la palabra «distrito». El municipio de Neringa se llamaba anteriormente municipio de Neringa-ciudad.

Todos los municipios llevan el nombre de su capital salvo tres: el municipio del distrito de Klaipeda (capital: Gargždai), el municipio del distrito de Akmenė (centro administrativo: Naujoji Akmenė) y el municipio de Neringa (capital: Nida).
Los municipios están a su vez divididas en seniūnijos (en lituano: seniūnija (sing.), seniūnijos (pl.)), que son un total de 546  y corresponden a un consejo de expertos o de «ancianos». Los municipios son gobernadas por alcaldes electos por los consejos municipales que también eligen a los ancianos a la cabeza de los seniūnijos en elecciones celebradas cada cuatro años. Se propuso que los futuros alcaldes y ancianos fueran elegidos por los ciudadanos por sufragio directo.

## Municipios
|  | Municipio                             | Apskritis (provincia o condado) | Centro administrativo | Superficie (km²) | Población (2010) | Densidad (2010) | Nb. de seniūnijos |
|  | ------------------------------------- | ------------------------------- | --------------------- | ---------------- | ---------------- | --------------- | ----------------- |
|  | Municipio del distrito de Akmenė      | Šiauliai                        | Naujoji Akmenė        | 844              | 26 737           | 31,7            | 6                 |
|  | Municipio de Alytus-ciudad            | Alytus                          | Alytus                | 40               | 66 841           | 1671,0          | -                 |
|  | Municipio del distrito de Alytus      | Alytus                          | Alytus                | 1404             | 30 691           | 21,9            | 11                |
|  | Municipio del distrito de Anykščiai   | Utena                           | Anykščiai             | 1765             | 31 088           | 17,6            | 10                |
|  | Municipio de Birštonas                | Kaunas                          | Birštonas             | 124              | 5178             | 41,8            | 1                 |
|  | Municipio del distrito de Biržai      | Panevėžys                       | Biržai                | 1476             | 32 116           | 21,8            | 8                 |
|  | Municipio de Druskininkai             | Alytus                          | Druskininkai          | 454              | 24 044           | 53,0            | 2                 |
|  | Municipio de Elektrėnai               | Vilnius                         | Elektrėnai            | 509              | 27 622           | 54,3            | 8                 |
|  | Municipio del distrito de Ignalina    | Utena                           | Ignalina              | 1447             | 19 374           | 13,4            | 12                |
|  | Municipio del distrito de Jonava      | Kaunas                          | Jonava                | 944              | 51 401           | 54,5            | 9                 |
|  | Municipio del distrito de Joniškis    | Šiauliai                        | Joniškis              | 1152             | 29 310           | 25,4            | 10                |
|  | Municipio del distrito de Jurbarkas   | Tauragė                         | Jurbarkas             | 1507             | 34 213           | 22,7            | 12                |
|  | Municipio del distrito de Kaišiadorys | Kaunas                          | Kaišiadorys           | 1087             | 35 334           | 32,5            | 11                |
|  | Municipio de Kalvarija                | Marijampolė                     | Kalvarija             | 441              | 13 162           | 29,8            | 4                 |
|  | Municipio de Kaunas-ciudad            | Kaunas                          | Kaunas                | 157              | 348 624          | 2220,5          | 11                |
|  | Municipio del distrito de Kaunas      | Kaunas                          | Kaunas                | 1496             | 90 196           | 60,3            | 23                |
|  | Municipio de Kazlų Rūda               | Marijampolė                     | Kazlų Rūda            | 555              | 14 189           | 25,6            | 4                 |
|  | Municipio del distrito de Kėdainiai   | Kaunas                          | Kėdainiai             | 1677             | 61 872           | 36,9            | 11                |
|  | Municipio del distrito de Kelmė       | Šiauliai                        | Kelmė                 | 1705             | 36 801           | 21,6            | 11                |
|  | Municipio de Klaipėda-ciudad          | Klaipėda                        | Klaipėda              | 98               | 182 752          | 1864,8          | 1                 |
|  | Municipio del distrito de Klaipėda    | Klaipėda                        | Gargždai              | 1336             | 52 125           | 39,0            | 11                |
|  | Municipio del distrito de Kretinga    | Klaipėda                        | Kretinga              | 989              | 45 103           | 45,6            | 8                 |
|  | Municipio del distrito de Kupiškis    | Panevėžys                       | Kupiškis              | 1080             | 22 369           | 20,7            | 6                 |
|  | Municipio del distrito de Lazdijai    | Alytus                          | Lazdijai              | 1309             | 24 246           | 18,5            | 14                |
|  | Municipio de Marijampolė              | Marijampolė                     | Marijampolė           | 755              | 68 303           | 90,5            | 9                 |
|  | Municipio del distrito de Mažeikiai   | Telšiai                         | Mažeikiai             | 1220             | 64 430           | 52,8            | 9                 |
|  | Municipio del distrito de Molėtai     | Utena                           | Molėtai               | 1367             | 22 475           | 16,4            | 12                |
|  | Municipio de Neringa                  | Klaipėda                        | Nida                  | 90               | 3682             | 40,9            | 2                 |
|  | Municipio de Pagėgiai                 | Tauragė                         | Pagėgiai              | 537              | 11 131           | 20,7            | 5                 |
|  | Municipio del distrito de Pakruojis   | Šiauliai                        | Pakruojis             | 1316             | 26 561           | 20,2            | 8                 |
|  | Municipio de Palanga-ciudad           | Klaipėda                        | Palanga               | 79               | 17 645           | 223,4           | 1                 |
|  | Municipio de Panevėžys-ciudad         | Panevėžys                       | Panevėžys             | 50               | 111 959          | 2239,2          | -                 |
|  | Municipio del distrito de Panevėžys   | Panevėžys                       | Panevėžys             | 2179             | 42 449           | 19,5            | 12                |
|  | Municipio del distrito de Pasvalys    | Panevėžys                       | Pasvalys              | 1289             | 31 718           | 24,6            | 11                |
|  | Municipio del distrito de Plungė      | Telšiai                         | Plungė                | 1105             | 43 044           | 39,0            | 11                |
|  | Municipio del distrito de Prienai     | Kaunas                          | Prienai               | 1031             | 33 048           | 32,1            | 10                |
|  | Municipio del distrito de Radviliškis | Šiauliai                        | Radviliškis           | 1635             | 47 626           | 29,1            | 12                |
|  | Municipio del distrito de Raseiniai   | Kaunas                          | Raseiniai             | 1573             | 40 656           | 25,8            | 12                |
|  | Municipio de Rietavas                 | Telšiai                         | Rietavas              | 586              | 9837             | 16,8            | 5                 |
|  | Municipio del distrito de Rokiškis    | Panevėžys                       | Rokiškis              | 1807             | 37 815           | 20,9            | 10                |
|  | Municipio del distrito de Šakiai      | Marijampolė                     | Šakiai                | 1453             | 35 507           | 24,4            | 14                |
|  | Municipio del distrito de Šalčininkai | Vilnius                         | Šalčininkai           | 1491             | 36 992           | 24,8            | 13                |
|  | Municipio de Šiauliai-ciudad          | Šiauliai                        | Šiauliai              | 81               | 125 453          | 1548,8          | 2                 |
|  | Municipio del distrito de Šiauliai    | Šiauliai                        | Šiauliai              | 1807             | 49 199           | 27,2            | 11                |
|  | Municipio del distrito de Šilalė      | Tauragė                         | Šilalė                | 1188             | 29 486           | 24,8            | 14                |
|  | Municipio del distrito de Šilutė      | Klaipėda                        | Šilutė                | 1706             | 52 119           | 30,6            | 11                |
|  | Municipio del distrito de Širvintos   | Vilnius                         | Širvintos             | 906              | 18 629           | 20,6            | 8                 |
|  | Municipio del distrito de Skuodas     | Klaipėda                        | Skuodas               | 911              | 23 123           | 25,4            | 9                 |
|  | Municipio del distrito de Švenčionys  | Vilnius                         | Švenčionys            | 1692             | 29 922           | 17,7            | 14                |
|  | Municipio del distrito de Tauragė     | Tauragė                         | Tauragė               | 1179             | 49 925           | 42,3            | 8                 |
|  | Municipio del distrito de Telšiai     | Telšiai                         | Telšiai               | 1439             | 53 821           | 37,4            | 11                |
|  | Municipio del distrito de Trakai      | Vilnius                         | Trakai                | 1208             | 35 700           | 29,6            | 8                 |
|  | Municipio del distrito de Ukmergė     | Vilnius                         | Ukmergė               | 1395             | 44 783           | 32,1            | 12                |
|  | Municipio del distrito de Utena       | Utena                           | Utena                 | 1230             | 46 939           | 38,2            | 10                |
|  | Municipio del distrito de Varėna      | Alytus                          | Varėna                | 2218             | 27 604           | 12,4            | 8                 |
|  | Municipio del distrito de Vilkaviškis | Marijampolė                     | Vilkaviškis           | 1259             | 47 204           | 37,5            | 12                |
|  | Municipio de Vilnius-ciudad           | Vilnius                         | Vilnius               | 401              | 560 192          | 1397,0          | 21                |
|  | Municipio del distrito de Vilnius     | Vilnius                         | Vilnius               | 2129             | 96 484           | 45,3            | 23                |
|  | Municipio de Visaginas-ciudad         | Utena                           | Visaginas             | 58               | 28 335           | 488,5           | -                 |
|  | Municipio del distrito de Zarasai     | Utena                           | Zarasai               | 1334             | 19 855           | 14,9            | 10                |